# Ziziphus grisebachiana
Ziziphus grisebachiana är en brakvedsväxtart som beskrevs av Marshall Conring Johnston. Ziziphus grisebachiana ingår i släktet Ziziphus och familjen brakvedsväxter. Inga underarter finns listade i Catalogue of Life.